# Carreras (joyeros)
Carreras fue una saga familiar de plateros y joyeros de Barcelona, España. Con distintos cambios de razón social a lo largo de su historia, fue una de las firmas de orfebres más prestigiosas de Cataluña, y una de las más antiguas de Europa, con origen en 1766.

## Historia
La saga familiar se inició con Francesc d’Assís Carreras i Matas (Mataró, 1750 - Barcelona, 1821), que en 1766 estableció su taller de orfebrería en Barcelona. El negocio adquirió prestigio con su hijo, Francesc d'Assís Carreras i Duran (Barcelona, 1797-1862), que en 1845 se convirtió en platero y joyero de la reina Isabel II. Recibió una mención honorífica en la Exposición Universal de París de 1855. Ese mismo año fundó la casa Francisco de Asís Carreras e hijos, con taller en la calle Platería, 9.
Tras su muerte, la razón cambió a Hijos de Francisco de Asís Carreras, quedando al frente del negocio tres de sus vástagos: Gaietà (Barcelona, 1825-1878) -padre de Francesc Carreras i Candi-, Josep (Barcelona, 1828-1868) y Francesc Carreras i Aragó (Barcelona, 1832-1881). Al margen del negocio quedó su hijo menor, Lluís Carreras i Aragó (Barcelona, 1835-1907), que se destacó como médico y político.
Joaquim Carreras i Nolla (Barcelona, 1869-1948), hijo de Francesc Carreras i Aragó, siguió al frente de la empresa, que vivió una época dorada en el último cuarto del siglo XIX. Fueron reconocidos como plateros y joyeros de León XIII y recibieron la medalla de oro de la Exposición Universal de Barcelona de 1888. En 1915 Joaquim Carreras se unió a la otra gran familia de joyeros barceloneses, los Masriera, creando la sociedad Masriera y Carreras, SA. La tienda se instaló en el número 26 del Paseo de Gracia. Su hijo, Joaquim Carreras Martí continuó en el negocio hasta que en 1985 vendió su participación en Masriera y Carreras a la familia Bagués, desapareciendo desde entonces el apellido familiar de la marca.